# Leon Dabo
Pour les articles homonymes, voir Dabo.
Leon Dabo, né Pierre-Paul-Léon Schott le 9 juillet 1864 à Saverne en Alsace et mort à New York le 7 novembre 1960, est un peintre américain. Il est le fils de l'artiste Ignace Schott, natif de Dabo et de Madeleine Oberlé, native de Haegen.
Rattaché au mouvement du tonalisme, il surtout connu pour ses peintures de New York, en particulier de la vallée de l'Hudson (en). Ses peintures sont connues pour leur rendu spatial, réservant de grandes zones de composition pour la terre, la mer ou les cieux. À son apogée, il est considéré comme un maître de son art, ce qui lui vaut les éloges de personnalités telles que John Spargo (en), Bliss Carman, Benjamin De Casseres, Edwin Markham et Anatole Le Braz.
Son frère, Theodore Scott-Dabo (en) (1865-1928), est également un peintre renommé.

## Biographie

### Jeunesse
On a un temps cru que Leon Dabo, l'aîné de trois frères et cinq sœurs, était né à Paris, mais des documents récemment disponibles indiquent qu'il est né à Saverne. Son père, Ignace Scott Dabo, né Ignace Schott à Dabo en Moselle qui sans doute adjoint le nom du village de ses ancêtres à son patronyme américanisé (sans h). Son père est un professeur d'esthétique et érudit classique, qui déménage la famille à Detroit, Michigan après 1870 pour échapper à la guerre franco-prussienne,. Il complète l'éducation formelle de Leon avec le latin, le français et le dessin. Après la mort de son père en 1883, la famille Dabo s'installe à New York, où il trouve un emploi de concepteur en architecture, travaillant pour soutenir la famille afin que son jeune frère Scott, considéré comme le plus talentueux, puisse se consacrer à son art. Il devient ensuite élève de John LaFarge, et tous les deux restent des amis proches jusqu'à la mort de LaFarge. Lorsque Dabo décide de poursuivre ses études à Paris, LaFarge lui écrit des lettres de présentation, ce qui lui permet de rencontrer Pierre Puvis de Chavannes — qui deviendra son mentor — et d'entrer à l'École nationale supérieure des Arts décoratifs. Il étudie également à temps partiel à l'Académie Colarossi et à l'École des beaux-arts de Paris. Bien que l'impressionnisme soit en vogue à cette époque, Dabo ne trouve pas ce mouvement à son goût.
Dabo étudie également  brièvement à l'Académie des beaux-arts de Munich, mais la forme naissante de l'expressionnisme allemand ne l'attire pas et il déménage en Italie, où il reste pendant trois ans. Il passe ensuite un an à Nancy en France, pour étudier la couleur avec Émile Lauge, un physicien. Enfin, il passe quelque temps à Londres vers 1886, où il fait la connaissance de James Abbott McNeill Whistler, qui serait aussi un camarade de classe de Marc-Charles-Gabriel Gleyre avec le père de Dabo. Whistler aura une profonde influence sur le style de Dabo.
À Londres, Dabo rencontre Mary Jane « Jennie » Ford, ils se marient en 1889 et le couple a deux enfants : Madeleine Helen (née en 1891) et Leon Ford « George » (née en 1892),, Leon et Jennie se séparent dans les années 1920. Après la mort de Jennie en 1945, Dabo épouse officiellement sa compagne depuis les années 1930, Stephanie Ofenthal.

### Succès artistique
Il revient à New York en 1890 et commence sa carrière de muraliste, mais au début du XXe siècle, il se tourne plutôt vers la peinture de paysages. Pendant des années, les peintures de Dabo sont rejetées des salons par les principaux jurys des États-Unis, jusqu'à ce que le respecté peintre français Edmond Aman-Jean reconnaisse ses talents et commence à montrer le travail de Dabo en France, où il a connu un grand succès. Ses œuvres ont été exposées dans des musées du monde entier, notamment au musée du Luxembourg, le Musée des beaux-arts du Canada d'Ottawa, la National Gallery of Art de Washington, le Metropolitan Museum of Art de New York et le musée des Beaux-Arts de Boston. Des critiques renommés tels que Sadakichi Hartmann, Royal Cortissoz et J. Nilson Laurvik font l'éloge de ses peintures.

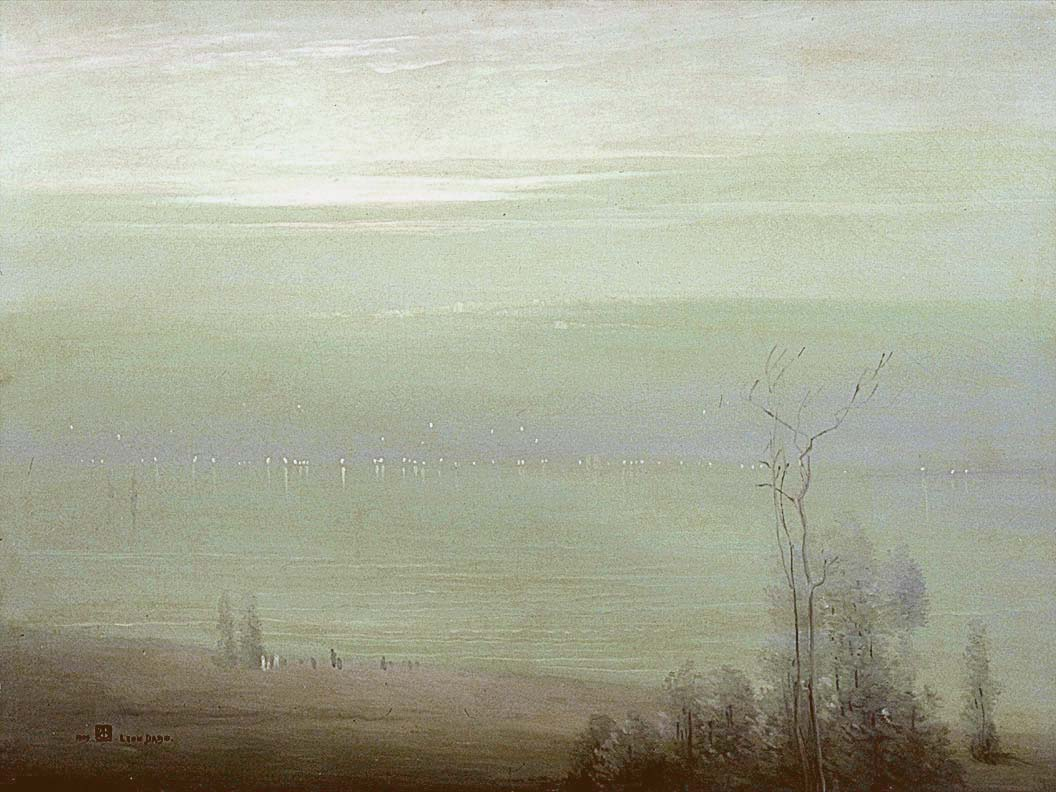
Soirée sur l'Hudson (1907-1908), huile sur toile, prix du National Arts Club. Washington, Smithsonian American Art Museum.

Le succès de Dabo grandit, mais son frère Scott en ressent de la jalousie. Au dire de tous, Leon Dabo a toujours défendu le travail de son frère et les deux ont souvent exposé ensemble. Il détient même une procuration pour représenter Scott auprès d'acheteurs potentiels en Europe. Lorsque Scott part étudier à Paris en 1902, Léon écrit des lettres d'introduction en son nom. Cependant, les critiques d'art sont généralement plus favorables à Leon Dabo, les acheteurs étant plus intéressés par son travail qui se vend aussi à un prix plus élevé. Finalement, le plus jeune frère Louis revient d'Europe avec une nouvelle procuration qui le charge de l'œuvre de Scott, accusant Leon d'avoir imité le style de Scott, de l'avoir dénigré auprès des acheteurs et d'avoir détourné le produit des ventes de l'œuvre de Scott. Bien que les sœurs Dabo se soient rangées du côté de Louis et Scott, Leon a réfuté les accusations et le New York Times n'accorde pas beaucoup d'importance aux déclarations de Louis,.
S'alignant avec les insurgés du monde de l'art, Leon Dabo participe à l'Exposition d'art contemporain du National Arts Club en 1908. La même année, il expose avec l'Allied Artists' Association, un groupe d'artistes nouvellement créé à Londres qui monte des expositions sans jury. En 1909, il est commissaire et participe à une exposition d'art pour la Rand School of Social Science et en 1910, il participe à l'Exposition d'artistes indépendants organisée par les membres de l'Ash Can School. Fin 1910, Dabo devient le chef de file de The Pastellists (en), une société d'exposition fondée à New York regroupant des artistes en rupture avec l'académisme comme Jerome Myers. Il est l'un des premiers exposants au MacDowell Club dans leurs expositions sans jury, une idée de Robert Henri de l'Ash Can School. Membre fondateur de l'Association des peintres et sculpteurs américains (Society of Independent Artists), Dabo est l'un des principaux organisateurs en 1913 de The International Exhibition of Modern Art, mieux connue sous le nom d'Armory Show. Il accueille plusieurs de ses premières réunions dans son atelier, mais il est de retour en Europe avant l'ouverture de l'exposition.

### Première Guerre mondiale

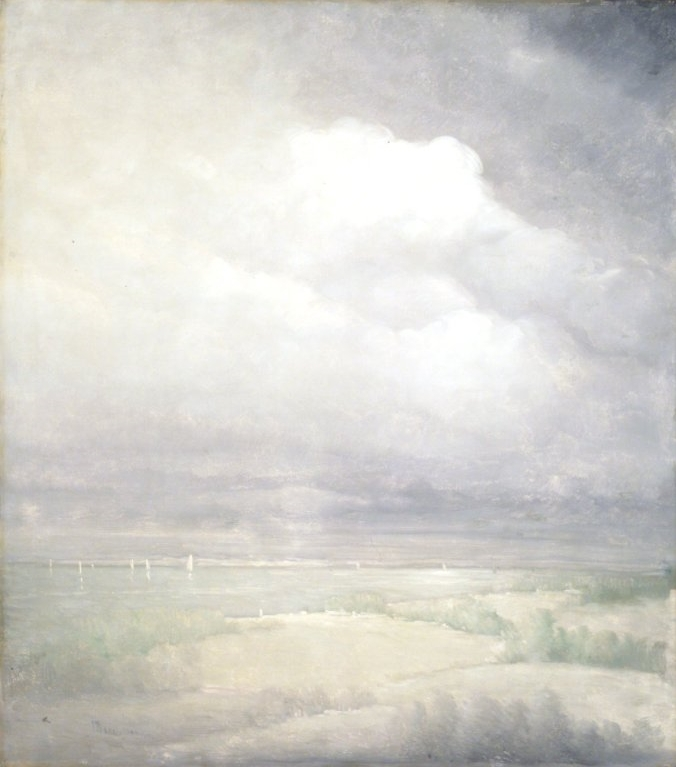
Silver Light Hudson River (1911), huile sur toile, New York, Brooklyn Museum.

Pendant la Première Guerre mondiale, le polyglotte Dabo se rend en France et offre ses services au Premier ministre Georges Clemenceau. Il  finit par servir comme officier dans les armées française et britannique successivement et démasque un certain nombre d'espions allemands, utilisant son oreille pour le dialecte et l'accent. Il joue même une fois le rôle d'espion, en allant derrière les lignes allemandes pour obtenir des informations. Pour les États-Unis, il fait partie d'une commission qui enquête sur les atrocités présumées perpétrées en France au cours de la guerre et rapporte qu'elles sont bien réelles. Il est commissionné comme capitaine dans l'Armée de Terre des États-Unis et sert d'interprète pour le Corps expéditionnaire américain ainsi que comme aide de camp du major général Mark L. Hersey (en) de la 4e division d'infanterie.

### L'entre-deux-guerres
Après la guerre, sa production artistique diminue. Il commence à penser que les hommes américains sont devenus trop matérialistes, mais que les femmes, selon lui, sont de nature plus spirituelle et peuvent « sauver » l'art de l'indifférence. En conséquence, il devient un conférencier populaire, parlant souvent à pas moins de quinze clubs féminins par mois sur l'art dans tout le pays.
Dans les années 1920, il enseigne et peint dans diverses colonies d'artistes des Litchfield Hills du Connecticut. À partir de 1933, il commence à exposer des natures mortes de fleurs et des pastels, s'éloignant ainsi des paysages qui le caractérisaient. Celles-ci sont bien accueillies, le New York Times déclarant que les œuvres sont « une contribution distincte à associer aux harmonies florales d'Odilon Redon et de Fantin-Latour ».
En 1937, il revient en France et y installe un atelier où il peint des paysages français. À l'approche de la Seconde Guerre mondiale, Leon Dabo aide des artistes comme Walter Sickert et Fernand Léger à exfiltrer leurs œuvres hors du pays pour éviter qu'elles ne soient confisquées.

### Dernières années
Il échappe à l'occupation allemande de la France à la fin de 1940, en passant par le Portugal. Après la guerre, il revient en France en 1948 et peint d'autres paysages, notamment de la montagne Sainte-Victoire. Ces peintures sont très bien accueillies et il est invité à les présenter à une exposition des peintres de la montagne Sainte-Victoire en hommage à Paul Cézanne en 1951. Cette année-là, il retourne aux États-Unis pour la dernière fois.
Leon Dabo meurt en 1960 à New York dans l'arrondissement de Manhattan[réf. souhaitée]. Il est inhumé au cimetière national de Long Island (en). Aujourd'hui encore, ses œuvres suscitent l'attention et les louanges. Ses paysages modernes tardifs et ses natures mortes de fleurs suscitent un grand intérêt.

## Distinctions et fonctions
- Chevalier de la Légion d'honneur pour sa contribution à l'art.
- Membre de l'Académie nationale de design, New York.
- Membre de la Société nationale des beaux-Arts, Paris.
- Membre de la Société des amis des arts, Versailles.
- Membre de l'Association des artistes alliés, Londres.
- Président des Pastellists, New York.
- Membre de la New-York Historical Society.
- Membre de la Société des quatre arts, New York.
- Membre du Club universitaire, Paris.
- Membre de l'Association des artistes italiens, Florence, Italie.
- Membre à vie du National Arts Club, New York.

## Expositions

### Expositions personnelles
- 1906 : Anderson Art Gallery, Chicago, IL.
- 1906 : Rowlands Gallery, Boston, MA.
- 1906 : Blanchard Gallery, Los Angeles, CA.
- 1906 : National Arts Club, New York, NY.
- 1907 : Academy of Fine Arts, Chicago, IL.
- 1907 : A.R. Kohlman Gallery, Indianapolis, IN.
- 1907 : Poland Spring Art Gallery, ME.
- 1907 : Fritz Gurlitt Gallery, Berlin, Allemagne.
- 1908 : Allied Artists Association Ltd., Londres, Royaume-Uni.
- 1908 : Gouplil Gallery, Londres, Royaume-Uni.
- 1908 : Gurlitt Gallery, Berlin, Allemagne.
- 1909 : National Arts Club, New York, NY.
- 1909 : Muncie Art Association, Muncie, IN.
- 1909 : Charleston Gallery, Saginaw, MI.
- 1910 : Reinhardt Galleries, Chicago, IL.
- 1910 : Bruno Cassirer Gallery, Berlin, Allemagne.
- 1911 : Pennsylvania Academy of Fine Arts, Philadelphia, PA.
- 1911 : Walker Gallery, Montreal, Canada.
- 1911 : Exhibition of Recent Paintings Otto Fukushima, Elite Art Rooms, New York, NY.
- 1911 : MacDowell Club, New York.
- 1912 : Powell Art Gallery.
- 1912 : Folsom Galleries, New York, NY.
- 1912 : Coffier Art Galleries, New York.
- 1912 : Corcoran Gallery, Washington, DC.
- 1912 : Pennsylvania Academy of Fine Arts, Philadelphia, PA.
- 1913 : Gougland Drimi Fisher & Co., Londres, Royaume-Uni.
- 1916 : Goupil Galleries, New York, NY.
- 1917 : Exhibition of Paintings by Leon Dabo, Goupil Galleries.
- 1918 : An Exhibition of Oils by Leon Dabo, Art Institute of Chicago.
- 1920 : Long Island Painters Plymouth Institute, New York.
- 1931 : Ferargil Galleries, New York, NY.
- 1933 : Knoedler Galleries, New York, NY.
- 1938 : Galerie Zak, Paris, Francis.
- 1941 : Ferargil Galleries, New York, NY.
- 1962 : Graham Gallery, New York, NY Retrospective.
- 1963 : Retrospective, University of Michigan Museum of Art, Ann Arbor, MI.
- 1964 : Leon Dabo, Davis Galleries, New York, NY.
- 1999 : Leon Dabo: A Retrospective, D. Wigmore Fine Art, Inc., New York, NY.
- 2012 : Drawings of Leon Dabo, Sullivan Goss, An American Gallery, Santa Barbara, CA.
- 2014 : In defense of Beauty, The Florals of Leon Dabo, Sullivan Goss, An American Gallery, Santa Barbara. CA.
- 2014 : Leon Dabo: Jolie Fleurs, Lawrence Fine Art, East Hampton, NY.
- 2017 : Light Fall, Sullivan Goss, An American Gallery, Santa Barbara. CA.

### Expositions collectives
- 1901 : National Academy of Design.
- 1901 : Annual Exhibition Carnegie International.
- 1903 : Annual Exhibition Carnegie International.
- 1906 : Annual Exhibition Art Institute of Chicago.
- 1907 : Academy of Fine Arts, Pennsylvania.
- 1908 : Applied Artists Association Ltd, Londres, Royaume-Uni.
- 1909 : National Arts Club, New York, NY.
- 1910 : Royal Academy, Berlin, Allemagne.
- 1910 : Exhibition of Independent Artists, New York, NY.
- 1911 : Pennsylvania Academy of Fine Arts.
- 1911 : Worcester Art Museum, MA.
- 1911 : MacDowell Club, New York, NY.
- 1911 : Art Institute of Chicago.
- 1912 : Association of Italian Artists, Palazzo Strozzi, Florence, Italie
- 1912 : Worcester Art Museum, MA.
- 1912 : Powell Art Gallery.
- 1912 : Corcoran Gallery, Washington, DC.
- 1913 : Armory Show, New York, NY.
- 1913 : Armory Show, The Art Institute of Chicago.
- 1919 : Ardsley Studios, Brooklyn, NY.
- 1920 : Knoedler Gallery, New York, NY.
- 1923 : Annual Exhibition Penn. Academy of Fine Art.
- 1925 : Annual Exhibition Penn. Academy of Fine Art.
- 1938 : Salon d'automne, Paris, France.
- 1938 : Salon de la Société nationale des beaux-arts, Paris, France.
- 1938 : Salon des indépendants, Paris, France.
- 1938 : Cornell University, Ithaca, NY.
- 1939 : Jeunes Artistes Francais, London Fourth Fidac Salon, American Section, Londres, Royaume-Uni.
- 1939 : Salon des Tuileries, Paris, France.
- 1939 : Salon de la Société nationale des beaux-arts, Paris, France.
- 1939 : London Group Show with French Artists, Londres, Royaume-Uni.
- 1939 : Société des amis des arts, Versailles, France, médaille d'argent.
- 1939 : Exhibition Celebrating Opening of Albert Canal, Liège, Belgique.
- 1951 : Les peintres de la montagne Sainte-Victoire : hommage à Cézanne, musée Granet, Aix-en-Provence, France.
- 1960 : Fiftieth Anniversary: Artists in 1910, Delaware Art Center, Wilmington, DE.
- 1961 : National Academy of Design.
- 1982 : Tonalism: An American Experience, The Grand Central Art Galleries, New York, NY.
- 1988 : 75th Anniversary Armory Show, New York, NY.
- 1994 : New York: A Magnet for Artists, The Brooklyn Museum, NY.
- 1997 : American Tonalism, Metropolitan Museum of Art, New York, NY.
- 1999 : The City As A Source For Artist, D. Wigmore Fine Art, Inc., New York, NY.
- 2002 : L'impressionnisme américain 1880-1915, Fondation de l'Hermitage, Lausanne, Suisse.
- 2002 : Artists in Embassies, ambassade des États-Unis, Bratislava, Slovaquie.
- 2003 : After Whistler: The Artist and His Influence on American Painting, High Museum Museum of Art, Atlanta, GA.
- 2005 : The Poetic Vision: American Tonalism, Spanierman Gallery, New York, NY.
- 2005 : Artists in Embassies, ambassade des États-Unis, Rome, Italie.
- 2012 : Modernizing America: Artists of the Armory Show, Heckscher Museum of Art, Huntington, NY.
- 2013 : The New Spirit: American Art in the Armory, 1913, Montclair Art Museum.
- 2013 : The Armory Show at 100, 1913, New York Historical Society, New York, NY.
- 2014 : The Summer Impressionist, Sullivan Goss, An American Gallery, Santa Barbara.
- 2015 : An American Century, ACA Galleries , New York.
- 2015 : The Winter Salon, Sullivan Goss, An American Gallery, Santa Barbara.
- 2017 : Spring Masters New York, ACA Galleries , New York, NY.
- 2017 : The Fall Salon, Sullivan Goss, An American Gallery, Santa Barbara.
- 2017 : An American Century, ACA Galleries , New York, NY.
- 2018 : The Winter Salon I, Sullivan Goss, An American Gallery, Santa Barbara.
- 2018 : The Winter Salon II, Sullivan Goss, An American Gallery, Santa Barbara.
- 2018 : Summer Salon II, Sullivan Goss, An American Gallery, Santa Barbara.
- 2018 : Ahead in the Clouds, Sullivan Goss, An American Gallery, Santa Barbara.
- 2019 : A Few of Our Favorite Things, Sullivan Goss, An American Gallery, Santa Barbara.
- 2019 : The Fall Salon, Sullivan Goss, An American Gallery, Santa Barbara.
- 2019 : Tonalism: Pathway from the Hudson River School to Modern Art, Samuel Dorsky Museum of Art, New York.
- 2019 : Realism To The Edge Of Abstraction, D. Wigmore Fine Art Gallery, New York, NY.
- 2019 : American Impressionism, Cavalier Galleries, Greenwich, CT.
- 2019 : Summer Salon, Sullivan Goss, An American Gallery, Santa Barbara.
- 2019-2020 : The Art of Collecting, Avery Galleries, Bryn Mawr, PA.
- 2020 : Starry Night: Visions of the Sky, Wildling Museum, Solvang, CA.
- 2020 : Tonalism: Pathway from the Hudson River School to Modern Art, New York State Museum.